# Joseph Naert

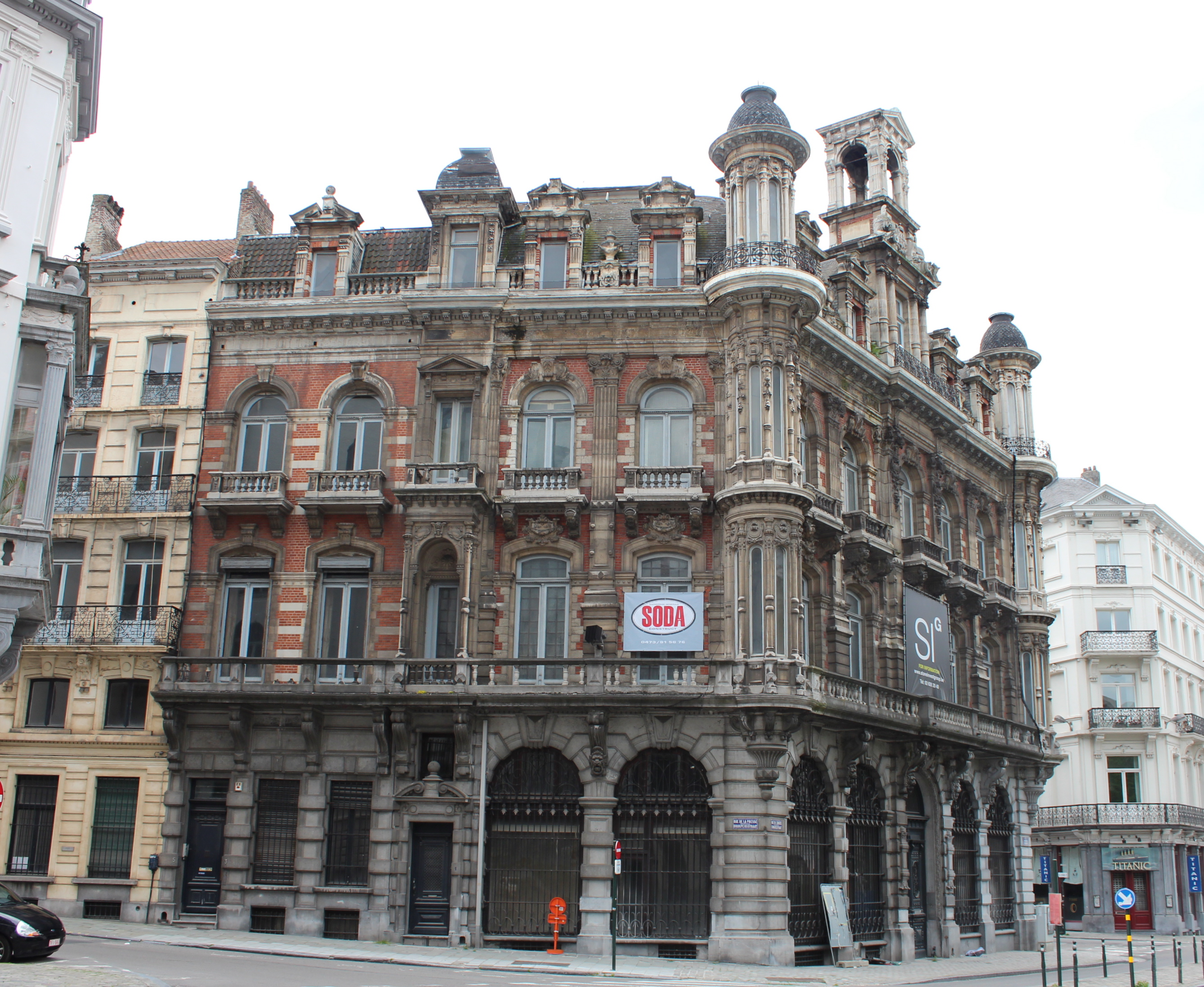
Hôtel du chevalier de Knuyt, qui devint après 1881 le siège de la Banque Empain et l'habitation d'Édouard Empain.

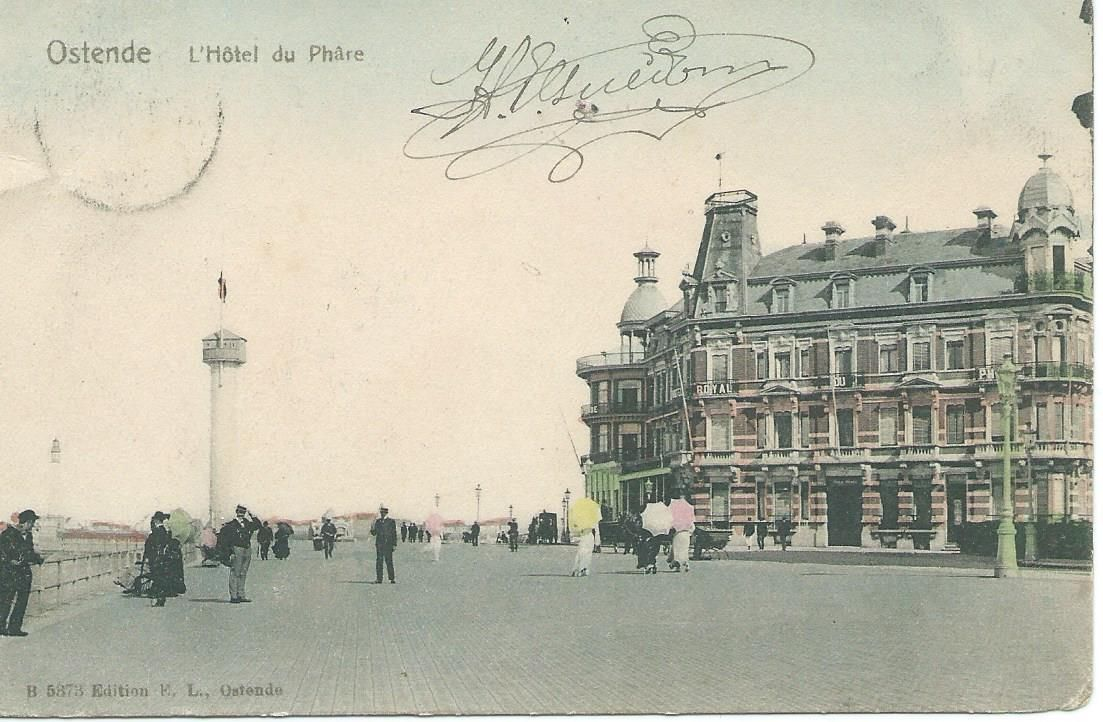
Hôtel du Phare à Ostende, par Joseph Naert

Joseph Jean Naert, né à Bruges le 24 janvier 1838 et décédé célibataire à Bruxelles le 16 novembre 1910, est un architecte belge.
Il est le frère de Sophie Naert (1828-1899), qui épousa le peintre-verrier et artiste néogothique brugeois Samuel Coucke (1833-1899).

## Son parcours
Il étudia à l'Académie des Beaux-Arts de Bruges sous Louis Delacenserie et ensuite à Bruxelles  chez Tilman-François Suys et Antoine Payen.
Il obtint en 1866 le Prix de Rome d'architecture, et fit ensuite son « grand tour » en Angleterre, France, Espagne, Italie et Allemagne.
Après son retour il fut nommé professeur d'architecture à l'Académie royale des beaux-arts de Bruxelles où durant quarante ans il marqua de son empreinte plusieurs générations d'architectes.
Il pratiqua l'éclectisme avec une préférence vers le style néo-Renaissance flamande.
Il est inhumé au cimetière de Bruxelles à Evere.

## Œuvre construite
- Hôtel du Phare à Ostende (avant 1875).
- Hôtel de Bruxelles à Ostende (avant 1875).
- le second Casino-Kursaal d'Ostende (1875-1878), en collaboration avec l'architecte Félix Laureys.
- l'Hôtel de Knuyt de Vosmaer,qui deviendra l'hôtel Empain et le siège de la Banque Empain, à Bruxelles (1878-1879).
- Restauration de l'hôtel de ville de Loo (1906).
- Restauration lourde de la façade et maison baroque Steenstraat 31 (1903).
- Maison historicisante à Evendijk-West, Zeebruges (1904).
- école de la paroisse Saint-Donat à Zeebruges (1907-1908).